# Густаво Дудамел
Густаво Адолфо Дудамел Рамирез (шп. Gustavo Adolfo Dudamel Ramírez; Баркисимето, 26. јануар 1981) венецуелански је виолиниста и диригент.
Дудамел је отпочео музичко образовање од малих ногу у венецуеланском систему оркестара за младе (Sistema de Orquestas Juveniles de Venezuela). Са 10 година почео је да учи виолину, а касније и композицију. Са 12 година је први пут дириговао оркестром младих свога родног града и тада је откривен његов таленат. Године 1999, када је имао 18 година, постављен је за главног диригента државног „Омладинског симфонијског оркестра Симон Боливар“.
Искусни и славни диригенти као што су Сајмон Ретл, Клаудио Абадо и Данијел Баренбојм, били су импресионирани Дудамеловим талентом и са њиме су сарађивали.
Године 2004. освојио је прву награду на такмичењу диригената „Густав Малер“. Од сезоне 2007/08. главни је диригент Гетебуршког симфонијског оркестра, а од сезоне 2009/10. преузео ту функцију у Филхармонији у Лос Анђелесу.
Дана 16. априла 2007. дириговао је концертом на прослави 80. рођендана папе Бенедикта XVI у Ватикану.